# Deutz D 25
Der Deutz D 25 ist ein Schlepper aus der D-Serie, den Klöckner-Humboldt-Deutz von 1959 bis 1965 in den Deutz-Werken in Köln produzierte.
Der 25 PS starke luftgekühlte Zweizylindermotor mit Wirbelkammereinspritzung und Einlochzapfendüsen verfügte über ein Schwungrad mit Kühlgebläse sowie Leichtmetallkolben. Der Einspritzdruck des D 25 betrug 125 bar. Ein Druck von 20 – 28 bar konnte bei einem Verdichtungsverhältnis von 20:1 erzeugt werden. Der 10. Gang des Traktors wurde ordnungsgemäß gesperrt. Außerdem erhielt das 5-Gang-Getriebe, welches aus fünf Vorwärtsgängen und einem Rückwärtsgang bestand, ein Vorschaltgetriebe. Die Höchstgeschwindigkeit des Schleppers betrug im Vorwärtsgang ca. 20 km/h und im Rückwärtsgang etwa 2,6 km/h. Der Deutz D 25 wurde bereits ein Jahr nach Beginn der Fertigung mit einem stärkeren Motor ausgestattet, der über mehr Hub und eine größere Bohrung verfügte. Durch den größeren Hubraum von nun 1700 cm³ erhöhte sich die Leistung um mehrere Kilowatt. Des Weiteren besaß der D 25 eine Einscheibentrockenkupplung im Schwungrad Typ der Firma Fichtel & Sachs.
Der 2750 mm lange und 1590 mm breite Deutz D 25 hatte ein Eigengewicht von etwa 1320 kg. Die Lackierung des D 25 wechselte außerdem ab 1962 von Laubgrün mit verkehrsroten Felgen zu Smaragdgrün mit feuerroten Felgen. Ein unabhängiger Mähwerksantrieb mit 1059/min, eine Vorderachse mit gummigefederten Lenkschenkeln und eine Differentialsperre mit Fußbetätigung und automatischer Ausrückung gehörten ebenfalls zur Ausstattung des Deutz D 25 wie eine Getriebehandbremse und eine Dreipedalbremse mit automatischem Bremsausgleich, als Lenk- und Fahrbremse. Darüber hinaus verfügte der Schlepper über ein Signalhorn, zwei Frontscheinwerfer mit Fern-, Abblend- und Standlicht, Betriebsstundenzähler, Blinkanlage sowie zwei Schlusslichtern mit Brems- und Kennzeichenlicht. Auf Wunsch war zudem ein Heckkraftheber mit einer maximalen Hubkraft von 11700 N, ein Fritzmeier-Verdeck mit Sicherheits-Panoramascheibe und ein gefederter Muldensitz mit Auflage und Rückenlehne erhältlich.

## Modelle
| Modell    | Verkaufsbezeichnung | Leistung      | Bauzeit   |
| --------- | ------------------- | ------------- | --------- |
| D 25.1-N  | D 25                | 15 kW (18 PS) | 1959–1961 |
| D 25.1-NK | D 25 S              | 18 kW (25 PS) | 1959–1961 |
| D 25.2-N  | D 25                | 15 kW (20 PS) | 1960–1964 |
| D 25.2-NG | D 25                | 15 kW (22 PS) | 1964–1965 |